# Atelestus pulicarius
Atelestus pulicarius är en tvåvingeart som först beskrevs av Fallen 1816.  Atelestus pulicarius ingår i släktet Atelestus och familjen dvärgdansflugor. Arten är reproducerande i Sverige. Inga underarter finns listade i Catalogue of Life.